# Benája
A Benája héber eredetű férfinév, jelentése: Isten megépítette, Jahve belátó, bölcs.

## Gyakorisága
Az 1990-es években a Benája szórványosan fordult elő, a 2000-es években nem szerepel a 100 leggyakoribb férfinév között.

## Névnapok
- nincs hivatalos

## Híres Benáják
- Benája, Jójáda fia: Salamon király hadvezére, Stefan Heym: Dávid király krónikája c. regényének egyik főszereplője.